# Tamari Miyashiro
Tamari Miyashiro, född 8 juli 1987 i Honolulu, är en amerikansk volleybollspelare. Miyashiro blev olympisk silvermedaljör i volleyboll vid sommarspelen 2012 i London. Efter sin spelarkarriär har hon varit assisterande tränare för bland annat USA:s damlandslag i volleyboll.